# Roberto Bautista Agut
Roberto Bautista Agut (Castellón de la Plana, 1988. április 14. –) spanyol hivatásos teniszező. Karrierje során 8 ATP tornán diadalmaskodott egyéniben. Részt vett a 2016-os riói olimpián ahol egyesben a későbbi ezüstérmes Juan Martín del Potrotól szenvedett vereséget a negyeddöntőben. Párosban David Ferrer partnereként szintén a negyeddöntőben veszített a későbbi bronzérmes amerikai Steve Johnson-Jack Sock kettőstől.

## ATP-döntői

### Egyéni

#### Győzelmei (8)
| Összesítés                                            | Összesítés |
| ----------------------------------------------------- | ---------- |
| Grand Slam-torna                                      | (0)        |
| ATP World Tour Masters 1000 / ATP Masters Series      | (0)        |
| ATP World Tour 500 Series / International Series Gold | (1)        |
| ATP World Tour 250 Series / International Series      | (7)        |
| ATP World Tour Finals / Tennis Masters Cup            | (0)        |

|   | Dátum               | Torna                                                | Borítás    | Ellenfél a döntőben   | Eredmény a döntőben  |
| 1 | 2014. június 21.    | Rosmalen Grass Court Championships, ’s-Hertogenbosch | Fű         | Benjamin Becker       | 2-6, 7-6(2), 6-4     |
| 2 | 2014. július 13.    | Mercedes Cup, Stuttgart                              | Salak      | Lukáš Rosol           | 6-3, 4-6, 6-2        |
| 3 | 2016. január 17.    | ASB Classic, Auckland                                | Kemény     | Jack Sock             | 6-1, 1-0-nál feladta |
| 4 | 2016. január 17.    | Garanti Koza Sofia Open, Szófia                      | Kemény (f) | Viktor Troicki        | 6-3, 6-4             |
| 5 | 2017. január 8.     | Chennai Open, Csennai                                | Kemény     | Daniil Medvegyej      | 6-3, 6-4             |
| 6 | 2017. augusztus 26. | Winston-Salem Open, Winston-Salem                    | Kemény     | Damir Džumhur         | 6-4, 6-4             |
| 7 | 2018. január 13.    | ASB Classic, Auckland                                | Kemény     | Juan Martín del Potro | 6-1, 4-6, 7-5        |
| 8 | 2018. március 4.    | Dubai Duty Free Tennis Championships, Dubaj          | Kemény     | Lucas Pouille         | 6-3, 6-4             |

#### Elveszített döntői (6)
|   | Dátum               | Torna                             | Borítás    | Ellenfél a döntőben | Eredmény a döntőben |
| 1 | 2013. január 6.     | Chennai Open, Csennai             | Kemény     | Janko Tipsarević    | 6-3, 1-6, 3-6       |
| 2 | 2014. október 19.   | Kreml Kupa, Moszkva               | Kemény (f) | Marin Čilić         | 4-6, 4-6            |
| 3 | 2015. október 25.   | Kreml Kupa, Moszkva               | Kemény (f) | Marin Čilić         | 4-6, 4-6            |
| 4 | 2015. november 1.   | Valencia Open, Valencia           | Kemény (f) | João Sousa          | 6-3, 3-6, 4-6       |
| 5 | 2016. augusztus 27. | Winston-Salem Open, Winston-Salem | Kemény     | Pablo Carreno Busta | 7-6(6), 6-7(1), 4-6 |
| 6 | 2016. október 16.   | Rolex Shanghai Masters, Sanghaj   | Kemény     | Andy Murray         | 6-7(1), 6-1         |

## Eredményei Grand Slam-tornákon
| Grand Slam | Australian Open | Australian Open   | Roland Garros | Roland Garros   | Wimbledon | Wimbledon       | US Open  | US Open               |
| Év         | Eredmény        | Utolsó ellenfél   | Eredmény      | Utolsó ellenfél | Eredmény  | Utolsó ellenfél | Eredmény | Utolsó ellenfél       |
| 2012       | 1.kör           | Ricardo Mello     | –             | –               | –         | –               | –        | –                     |
| 2013       | 2.kör           | Jürgen Melzer     | 2.kör         | Jérémy Chardy   | 2.kör     | David Ferrer    | 2.kör    | David Ferrer          |
| 2014       | 4.kör           | Grigor Dimitrov   | 3.kör         | Tomáš Berdych   | 3.kör     | Andy Murray     | 4.kör    | Roger Federer         |
| 2015       | 2.kör           | Gilles Müller     | 2.kör         | Lukáš Rosol     | 4.kör     | Roger Federer   | 4.kör    | Novak Đoković         |
| 2016       | 4.kör           | Tomáš Berdych     | 4.kör         | Novak Đoković   | 3.kör     | Bernard Tomic   | 3.kör    | Lucas Pouille         |
| 2017       | 4.kör           | Miloš Raonić      | 4.kör         | Rafael Nadal    | 4.kör     | Marin Čilić     | 3.kör    | Juan Martín del Potro |
| 2018       | 1.kör           | Fernando Verdasco |               |                 |           |                 |          |                       |